# Saint-Gladie-Arrive-Munein
Saint-Gladie-Arrive-Munein è un comune francese di 184 abitanti situato nel dipartimento dei Pirenei Atlantici nella regione della Nuova Aquitania.

## Società

### Evoluzione demografica
Abitanti censiti